# Łukasz Długosz
Łukasz Długosz (ur. 22 października 1983 w Skarżysku-Kamiennej) – polski flecista.

## Życiorys
Absolwent studiów solistycznych w Hochschule für Musik und Theater w Monachium oraz studiów mistrzowskich w Conservatoire national supérieur de musique et de danse w Paryżu oraz na Uniwersytecie Yale w New Haven.
Jest laureatem ogólnopolskich konkursów fletowych oraz zdobywcą czołowych nagród na kilkunastu konkursach międzynarodowych, do których zaliczają się 8. Międzynarodowy Konkurs Fletowy im. Jean Pierre Rampala w Paryżu, 3. Międzynarodowy Konkurs Fletowy im. Carla Nielsena w Odense, 1. Międzynarodowy Konkurs Fletowy im. Theobalda Böhma w Monachium oraz 5. Międzynarodowy Konkurs Fletowy im. Leonardo de Lorenzo w Viggiano.
Koncertuje jako solista i kameralista w kraju i za granicą. Współpracuje z wieloma renomowanymi orkiestrami. Jako solista występował m.in.: w Musikverein Goldener Saal oraz Konzerthaus w Wiedniu, Konzerthaus w Berlinie, Gasteig Carl Orff Saal oraz Herkulessaal w Monachium. Grał pod batutą takich gwiazd jak Zubin Mehta, James Levine, Mariss Jansons, Jerzy Maksymiuk czy Jacek Kaspszyk. Był wielokrotnie zapraszany do wykonania koncertu fletowego Krzysztofa Pendereckiego pod batutą kompozytora.
W 2010 miał swój debiut fonograficzny z London Symphony Orchestra, z którą nagrał płytę z koncertem fletowym Michaela Colina. Jego liczne nagrania płytowe zostały wysoko ocenione przez krytykę polską i europejską oraz otrzymał szereg nagród fonograficznych, w tym nagrodę International Classical Music Award.
Jego koncerty były wielokrotnie transmitowane przez najważniejsze rozgłośnie radiowe: BBC Radio 3, NDR, SWR, BR4, Deutschland Radio Kultur, Polskie Radio 2, Radio France, RMF Classic.
Na swoim koncie ma szereg prawykonań kompozycji polskich i zagranicznych twórców, między innymi Enjott Schneidera, Pawła Mykietyna, Grażyny Pstrokońskiej-Nawratil, Piotra Mossa, Michaela Colina i wielu innych. Jest jurorem ogólnopolskich i międzynarodowych konkursów fletowych.
Był dwukrotnie nominowany do Paszportów „Polityki” oraz nagrody Fryderyki i Gwarancje Kultury TVP Kultura. Otrzymał szereg prestiżowych nagród i stypendiów, m.in. Gasteig Musikpreis, Ministra Kultury i Dziedzictwa Narodowego, Zeit-Preis, Deutsche Stiftung Musikleben. Otrzymał statuetkę Orfeusz 2016, przyznany przez Zarząd Główny Stowarzyszenia Polskich Artystów Muzyków za wykonawstwo muzyki fletowej, w tym dzieł kompozytorów polskich. Za działalność kulturalną i promocję kultury polskiej został odznaczony Brązowym Medalem „Zasłużony Kulturze Gloria Artis”.
Często koncertuje wspólnie z żoną Agatą Kielar-Długosz, również flecistką.
W 2022 został odznaczony Krzyżem Kawalerskim Orderu Odrodzenia Polski.